# Fuchsia splendens
Fuchsia splendens är en dunörtsväxtart som beskrevs av Joseph Gerhard Zuccarini. Fuchsia splendens ingår i släktet fuchsior, och familjen dunörtsväxter. Inga underarter finns listade i Catalogue of Life.

## Bildgalleri

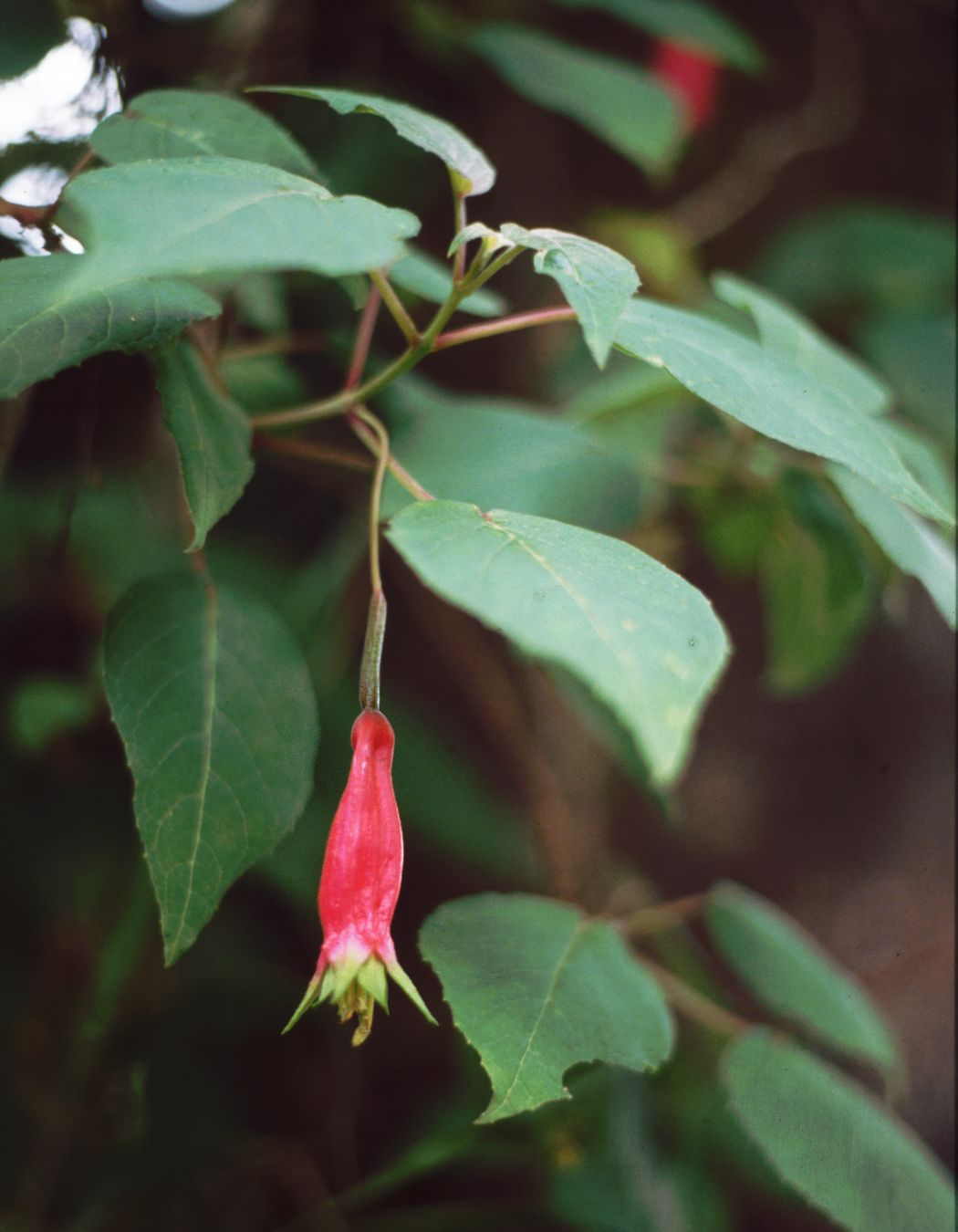
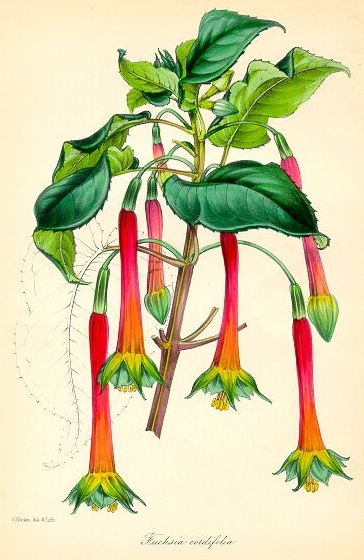
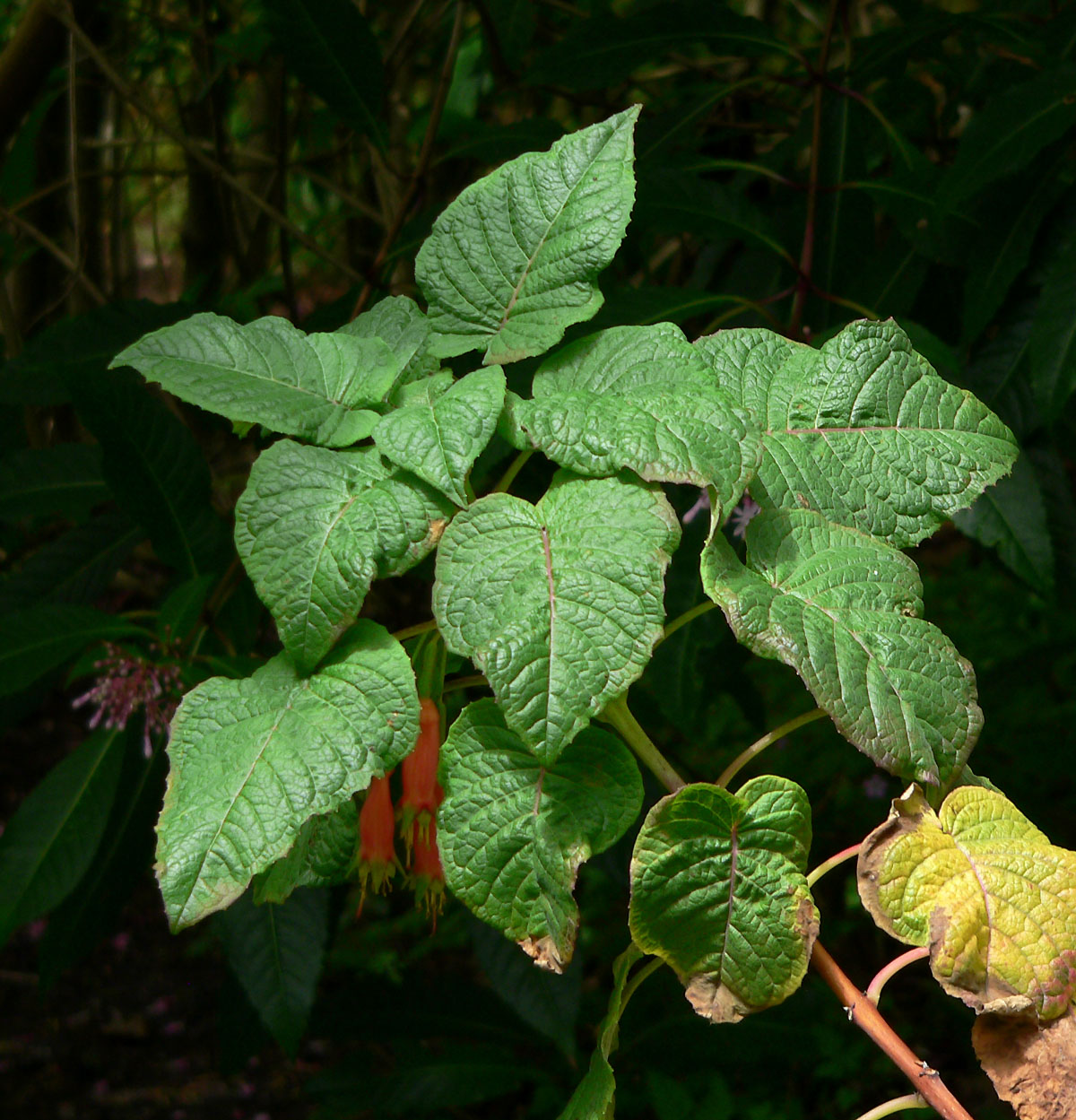
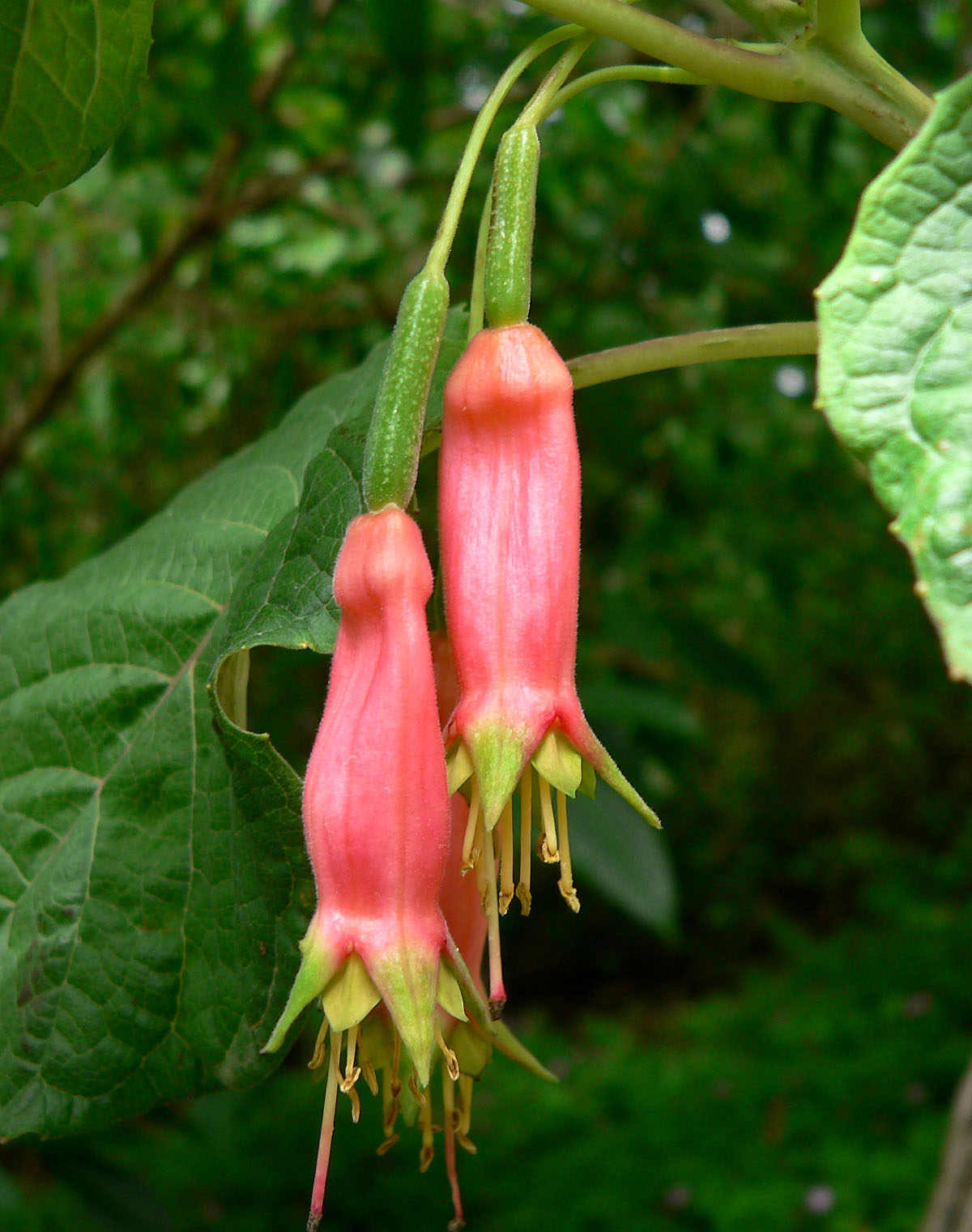